# 祁承㸁
祁承㸁（1563年4月3日—1628年11月26日），字爾光，又字越凢，號夷度，浙江紹興府山陰縣人，明朝政治人物。

## 生平
萬曆二十八年（1600年）庚子科順天鄉試第十五名舉人，三十二年（1604年）甲辰科進士。歷任江西宜春縣知縣，三十三年任直隸寧國縣知縣，三十五年調長洲縣，三十八年陞南京刑部主事，調兵部，陞員外郎，四十三年（1615年）出為江西吉安府知府，四十五年罷官歸。四十七年左遷山東沂州知州，天啟元年調任直隸宿州知州，又陞兵部員外郎、河南按察司僉事，尋加參議，陞江西布政司右參政兼按察司僉事、寧太兵備道。崇禎元年十一月初一日卒。

## 家族
高祖祁司員、曾祖祁錦、祖祁清、父祁汝森，母皋埠沈氏。
子五：祁麟佳、祁鳳佳、祁駿佳、祁彪佳、祁象佳；女一祁壽姐，適峽山何繼洪（刑部尚書何鰲之孫）。